# Baddeck (Nova Escócia)
Baddeck é a cidade sede do condado de Victoria, na província canadense da Nova Escócia, província do atlântico no leste do Canadá.